# Hilaroleopsis bicarinata
Hilaroleopsis bicarinata là một loài bọ cánh cứng trong họ Cerambycidae.